# أويتيكون
أويتيكون (بالألمانية: Uitikon) هي بلدية سويسرية تتبع لمقاطعة ديتيكون في كانتون زيورخ. تبلغ مساحتها 4.38 كيلومتر مربع، ويقدر عدد سكانها بـ 4245 نسمة (حسب تعداد ديسمبر 2017).